# How I'm Feeling Now
How I'm Feeling Now (gestileerd in onderkast) is het vierde studioalbum van Britse singer-songwriter Charli XCX uitgegeven op 15 mei 2020 door Asylum Records en Atlantic Records. Opmerkelijk aan het album is dat het gecreëerd is in slechts zes weken tijd gedurende het begin van de coronapandemie. Hierdoor zijn er aanzienlijk minder samenwerkingen met andere artiesten dan op haar vorige album Charli.   

## Achtergrond
Charli XCX was woonachtig in Los Angeles toen de stad half maart 2020 in lockdown ging wegens de coronacrisis in de Verenigde Staten. Charli XCX noemt zichzelf een workaholic en kondigde daarom op 6 april 2020 aan dat ze aan een nieuw album zou werken. Ze had voor zichzelf een strenge deadline opgelegd van 15 mei van datzelfde jaar. Gedurende het schrijfproces hield ze veel contact met fans via Zoom en sociale media, waar ze bijvoorbeeld verschillende updatevideo's vanuit haar badkamer uploadde.

## Muziekstijl
Voortbordurend op de futuristische stijl van popmuziek kenmerkend voor Charli XCX sinds haar ep Vroom Vroom heeft de artieste ook op How I'm Feeling Now een experimentele invalshoek genomen die meer doet denken aan een mixtape, zoals Number 1 Angel of Pop 2, dan aan een album. Recensenten merken het grote contrast op tussen een track als Pink Diamond en Charli XCX' mainstreampop-hit uit 2014 Boom Clap. De voornaamste nieuwe schrijver en producer van het album is Dylan Brady van het duo 100 Gecs, aan wie de manische stijl van het album voor een groot deel toe te schrijven valt.
Veel songteksten verwijzen naar de omstandigheden waarin het album is gemaakt: de coronacrisis en de bijbehorende verhinderingen van sociaal contact. Zo refereert Party 4 U aan een feest tussen slechts twee mensen en Denotate aan de angstige eerste dagen van lockdowns.

## Tracklist
Credits zijn afkomstig van Spotify.
how i'm feeling now (2020)
| Nr.                  | Titel                | Schrijver(s)                                                            | Producent(en)    | Duur |
| -------------------- | -------------------- | ----------------------------------------------------------------------- | ---------------- | ---- |
| 1.                   | Pink Diamond         | Charlotte Aitchison, Alexander Guy Cook, Dijon Duenas                   | A.G. Cook, Dijon | 2:04 |
| 2.                   | Forever              | Aitchison, Cook, BJ Burton                                              | Cook, Burton     | 4:04 |
| 3.                   | Claws                | Aitchison, Cook, Burton, Dylan Brady                                    | Brady            | 2:29 |
| 4.                   | 7 Years              | Aitchison, Cook, Burton                                                 | Cook, Burton     | 3:15 |
| 5.                   | Detonate             | Aitchison, Cook                                                         | Cook             | 3:39 |
| 6.                   | Enemy                | Aitchison, Burton, Eli Teplin, James Stack                              | Burton           | 3:43 |
| 7.                   | I Finally Understand | Aitchison, Benjamin Keating                                             | Keating          | 2:32 |
| 8.                   | C2.0                 | Aitchison, Cook, Brady, Jaan Umru Rothenberg, Theron Thomas, Tommy Cash | Cook             | 3:41 |
| 9.                   | Party 4 U            | Aitchison, Cook                                                         | Cook             | 4:57 |
| 10.                  | Anthems              | Aitchison, Danny L Harle, Brady                                         | Harle, Brady     | 2:52 |
| 11.                  | Visions              | Aitchison, Cook, Burton                                                 | Cook, Burton     | 3:50 |
| Totale lengte: 37:05 |                      |                                                                         |                  |      |

Opmerkingen
- Alle titels zijn gestileerd in onderkast.
- Voor 7 Years geeft Spotify foutief BJ Burton aan als samenwerkingsartiest, zoals blijkt uit het feit dat Apple Music dat niet aangeeft.[13]
- C2.0 is een remix van Click van Charli XCX' derde zelfbenoemde album.